# Heinrich Schlichtkrull
Heinrich Schlichtkrull (* 21. März 1560 in Greifswald; † 10. Juli 1625 in Halle (Saale)) war ein gräflich-mansfeldischer Kanzler. 
Heinrich war ein Sohn des Greifswalder Ratsherrn Heinrich Schlichtkrull († 1563) aus seiner zweiten Ehe mit Margarete von Horn (1533–1609).
Er studierte ab 1574 an der Universität Greifswald Rechtswissenschaften und wurde nach der Promotion Lizentiat in Jena, dann gräflich Mansfeldischer Kanzler, Präses zu Eisleben, Bischöflicher Rat und Assessor des Schöppenstuhls zu Halle.
Er war verheiratet mit Anna von Brunn (1564–1595), einer Enkelin des Sachsen-Weimarischen Kanzlers Heinrich Schneidewind (1510–1580), und hatte drei Söhne und eine Tochter.
Seine Nachkommen nannten sich Schlichtegroll.